# Facta Loquuntur
Facta Loquuntur è il primo album in studio del gruppo national socialist black metal tedesco Absurd, pubblicato nel 1996.

## Tracce
1. Werwolf – 2:35
2. The Gates of Heaven – 3:16
3. Pesttanz – 2:46
4. Eternal Winter – 4:15
5. Deep Dark Forest – 4:58
6. First Winter of Bloodred Snow – 2:58
7. Mourning Soul – 2:11
8. Dreaming of Love – 4:43
9. Wartend in Einsamkeit – 7:07
10. Der Sieg ist unser – 1:40